# Ga Bomun
Ga Bomun (Tiếng Hàn: 보문역, Hanja: 普門驛) là ga tàu điện ngầm trên Tàu điện ngầm Seoul tuyến 6 và Tuyến đường sắt nhẹ Ui Sinseol ở Bomun-dong 1-ga, Seongbuk-gu, Seoul. Văn phòng Seongbuk-gu ở gần đó. Vào ngày 2 tháng 9 năm 2017, Tuyến Đường sắt nhẹ Seoul Ui Sinseol đã khai trương và trở thành một ga trung chuyển.

## Lịch sử
- 15 tháng 12 năm 2000: Tàu điện ngầm Seoul tuyến số 6 mở đoạn giữa Eungam ~ Sangwolgok
- 2 tháng 9 năm 2017: Nó trở thành một ga trung chuyển với việc khai trương Tuyến Đường sắt nhẹ Seoul Ui Sinseol.

## Bố trí ga

### Tuyến số 6 (B3F)
| Changsin ↑ |
| E/B W/B \| |
| ↓ Anam     |

| Hướng Tây  | ● Tuyến 6 | ← Hướng đi Dongmyo · Samgakji · Sân vận động World Cup · Eungam |
| Hướng Đông | ● Tuyến 6 | → Hướng đi Anam · Đại học Hàn Quốc · Seokgye · Sinnae →         |

### Tuyến Ui-Sinseol (B4F)
| Đại học Nữ sinh Sungshin ↑ |
| \| N/B                     |
| Sinseol-dong               |

| Hướng Bắc | ● Tuyến Ui-Sinseol | ← Hướng đi Đại học Nữ sinh Sungshin · Bukhansan Ui |
| Hướng Nam | ● Tuyến Ui-Sinseol | → Hướng đi Sinseol-dong →                          |

## Xung quanh nhà ga
- Trung tâm an ninh Samseon
- Bomun-dong 2-ga
- Văn phòng Seongbuk-gu
- Sở cảnh sát Seoul Seongbuk
- Khu vực Donam
- Đại học nữ Sungshin
- Sở cảnh sát Seoul Seongbuk
- Anam-dong
- Trường tiểu học Seoul Anam
- Trung tâm Tự động hóa Bưu điện Dịch vụ Thuế Quốc gia
- Đại học Khoa học và Kỹ thuật Hàn Quốc
- Khu vực Anam
- Trung tâm an ninh Bomun
- Bomun Hyundai APT

## Hình ảnh

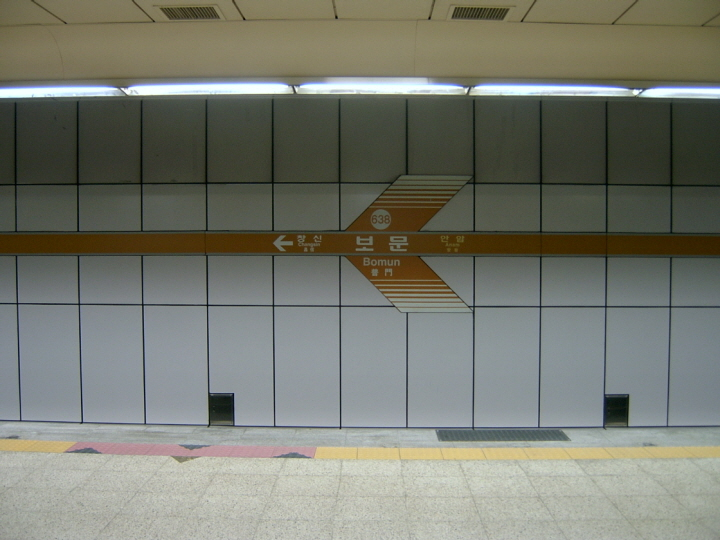
Bảng tên ga Tuyến 6 (Hướng vòng Eungam) (Trước khi lắp đặt cửa chắn)
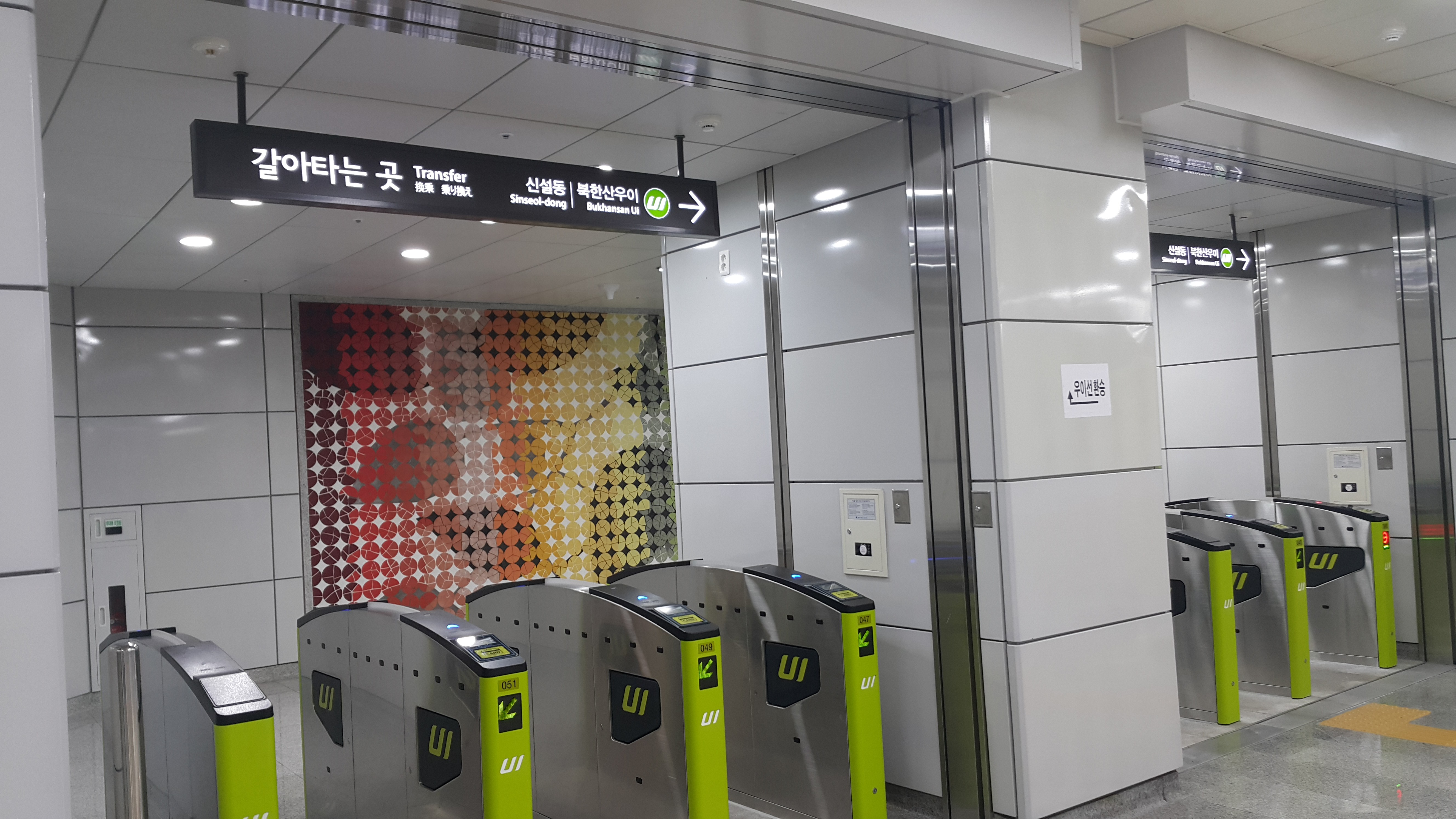
Lối đi chuyển tuyến